# Jakob Axel Nielsen
Jakob Axel Nielsen (ur. 12 kwietnia 1967 w Hadsund) – duński prawnik i polityk, były minister, deputowany do Folketingetu. Wnuk Knuda Axela Nielsena, socjaldemokratycznego ministra sprawiedliwości.

## Życiorys
W 1994 ukończył prawo na Uniwersytecie w Aarhus. Uzyskiwał kolejne uprawnienia prawnicze, praktykował jako adwokat i radca prawny. Zajmował się obsługą prawną m.in. operatora telefonii komórkowej Telenor Denmark.
W 2005 uzyskał mandat do duńskiego parlamentu z listy Konserwatywnej Partii Ludowej, skutecznie ubiegał się o reelekcję w wyborach w 2007. We wrześniu 2007 Anders Fogh Rasmussen powierzył mu tekę ministra energii w swoim drugim gabinecie. W listopadzie tego samego roku przeniósł go na stanowisko ministra zdrowia i spraw wewnętrznych. W kwietniu 2009 nowy premier rozdzielił te dwa resorty, pozostawiając mu jedynie tekę ministra zdrowia. W lutym 2010 Jakob Axel Nielsen odszedł z rządu.

## Odznaczenia
- Komandor Orderu Danebroga (2009)